# Arquebisbat de Nicòpolis de l'Epir
|  | Aquest article tracta sobre l'arquebisbat titular catòlic. Si cerqueu altres significats, vegeu «Bisbat de Nicòpolis». |

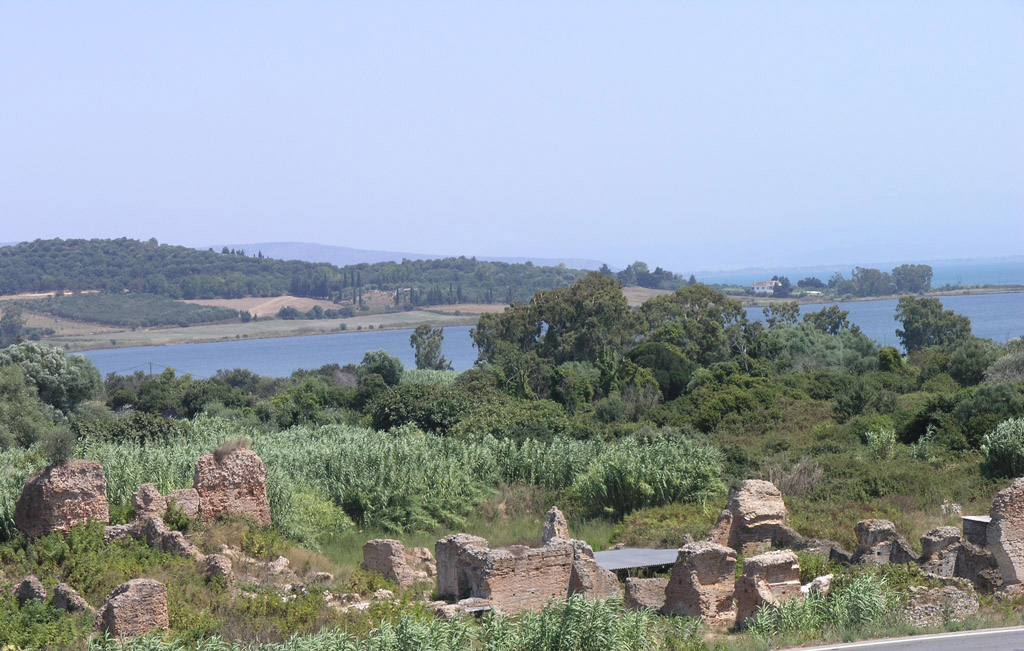
Restes de l'antiga Nikòpol.

L'arquebisbat de Nicòpolis de l'Epir (llatí: Archidioecesis Nicopolitana in Epiro) és una seu suprimida i titular de l'Església Catòlica a Grècia.

## Història
Nicòpolis de l'Epir, les ruïnes de la qual es troben a prop de Prevesa a Grècia, és l'antiga seu metropolitana de la província romana d'Epirus Vetus a la diòcesi civil de Macedònia.
La comunitat cristiana de Nicòpolis té orígens molt antics. Va ser fundada per l'apòstol Pau, tal com testifica la carta a Titus. D'aquesta comunitat va arribar el primer Papa de llengua grega, Eleuteri (175-189). Eusebi de Cesarea ens informa que Orígens va descobrir en aquesta ciutat una rara traducció grega de l'Antic Testament, que pressuposa la presència a Nicòpolis d'una important comunitat jueva.
Amb la reorganització administrativa de l'Imperi encarregada per Dioclecià, Nicòpolis es va convertir en la capital de la província de l'Epir Antic i, conseqüentment, també una seu metropolitana en l'organització eclesiàstica. El primer metropolità conegut és Eliodor, present al Concili de Sàrdica de 343/344.
Com totes les seus episcopals de la prefectura d'Iiric, fins a la meitat del segle viii la seu de Nicòpolis era part del patriarcat de Roma; més tard es va sotmetre al Patriarcat de Costantinoble.
A partir del segle v, la ciutat va començar un declivi lent però inevitable, saquejat diverses vegades per exèrcits estrangers que passaven, visigots, vàndals i ostrogots i, posteriorment, àrabs i búlgars. La reorganització administrativa i militar de l'Imperi a l'època romana d'Orient transforma Epir en un tema imperial amb capital a Naupacte, a la qual es transfereixen els títols i funcions metropolitanes de Nicòpolis.
Reduïda a una diòcesi senzilla, la ciutat va perdre importància. Després de l'últim saqueig d'àrabs i búlgars (segles IX-x), els habitants la van abandonar preferint refugiar-se a Cozila o en un dels ports de l'antiga metròpoli, l'actual Prevesa.
Avui Nicòpolis de l'Epir sobreviu com a arquebisbat titular; tot i que la seu resta vacant des de l'11 de juny de 1971 .

## Cronologia episcopal

### Arquebisbes grecs
- Eliodoro † (citat el 343/344)
- Donato † (abans del 425 - després del 432)
- Attivo † (abans del 446 - després del 451)
- Eugenio † (citat el 458)
- Alcisone † (? - vers 516)
- Giovanni I † (516 - ?)
- Andrea † (vers 596 - desembre de 603 mort)
- Soterico † (? - vers 625 mort)
- Ipazio † (desembre de 625 - ?)
- Giovanni II † (vers els  segles VII-viii)[4]
- Anastasio † (citat el 787)
- Daniele † (? - abans del 879 nomenat arquebisbe de Ancira)
- Leone † (vers segle ix)[4]
- Basilio † (vers segle ix)[4]
- Antonio † (vers els segles IX-x)[4]

### Arquebisbes titulars
- Alessandro Grossi † (14 de desembre de 1889 - 12 de juny de 1897 mort)[5]
- Enrico Grazioli † (24 de març de 1898 - 31 de març de 1906 mort)
- Francisco do Rego Maia † (3 d'abril de 1906 - 4 de febrer de 1928 mort)
- John Aelen, M.H.M. † (28 de febrer de 1928 - 11 de febrer de 1929 mort)
- Giovanni Battista Federico Vallega † (1 de març de 1929 - 4 de desembre de 1944 mort)
- Walentyn Dymek † (3 de juliol de 1945 - 3 de maig de 1946 nomenat arquebisbe de Poznań)
- Alessandro Guidati † (22 de febrer de 1947 - 25 de juny de 1952 mort)
- Celestine Joseph Damiano † (27 de novembre de 1952 - 24 de gener de 1960 nomenat arquebisbe, a títol personal, de Camden)
- Antonio Cardona Riera † (28 de març de 1960 - 24 de juny de 1961 mort)
- Joseph-Paul Strebler, S.M.A. † (16 de juny de 1961 - 11 de juny de 1971 renuncià)